# Kangar
Kangar é a capital do estado de Perlis, na Malásia. Tem uma população de 48.898 e uma área de 2619,4 km. Ela está localizada no ponto mais setentrional da Península da Malásia e situa-se as margens do Rio Perlis. O centro de Kangar é conhecido como província Sena, apelidado como "Uptown Sena". 
Acredita-se que o nome Kangar foi derivado de uma espécie de falcão chamado Kangkok ou Spizaetus Limnaetu.